# San Vicente Agua Clara
San Vicente Agua Clara är en ort i Mexiko.   Den ligger i kommunen Tapilula och delstaten Chiapas, i den sydöstra delen av landet, 700 km öster om huvudstaden Mexico City. San Vicente Agua Clara ligger 714 meter över havet och antalet invånare är 116.
Terrängen runt San Vicente Agua Clara är bergig åt sydväst, men åt nordost är den kuperad. San Vicente Agua Clara ligger nere i en dal. Runt San Vicente Agua Clara är det ganska tätbefolkat, med 72 invånare per kvadratkilometer. Närmaste större samhälle är Pueblo Nuevo Jolistahuacan, 16,8 km sydost om San Vicente Agua Clara. I omgivningarna runt San Vicente Agua Clara växer i huvudsak städsegrön lövskog.